# Amastris sakakibarai
Amastris sakakibarai är en insektsart som beskrevs av Broomfield 1976. Amastris sakakibarai ingår i släktet Amastris och familjen hornstritar. Inga underarter finns listade i Catalogue of Life.